# Convenzione di Lomé
La Convenzione di Lomé è stato lo strumento di gestione del partenariato tra Comunità europee/Unione europea e Paesi ACP dal 1975 al 2000.
La Convenzione fu firmata a Lomé nel febbraio 1975 ed è stata rinnovata più volte. Sarebbe più corretto parlare di Convenzioni di Lomé, al plurale, poiché la Convenzione è stata rinnovata diverse volte: Lomé II (1980), Lomé III (1985), Lomé IV (1990), Lomé IV bis (1995). Nel 2000 la Convenzione è stata sostituita dalla Convenzione di Cotonou.

## Storia

### Lomé I
La Convenzione di Lomé prese il posto della Convenzione di Yaoundé, che governò i rapporti tra le Comunità europee e le ex colonie dei loro stati membri tra il 1963 e il 1975. Da un lato essa costituì la conseguenza dell'ingresso del Regno Unito nelle Comunità avvenuto nel 1973 e della necessità di coltivare i rapporti con le ex colonie britanniche. Dall'altro lato la Convenzione di Lomé costituì un tentativo di risposta alla creazione di un nuovo ordine economico internazionale invocato dai paesi in via di sviluppo nei primi anni Settanta. Il sistema era basato sui principi di solidarietà ed uguaglianza tra gli stati membri.
I principali elementi del sistema di partenariato creato dalla Convenzione erano la concessione di preferenze commerciali per le esportazioni dei prodotti dei paesi ACP, concesse senza richiedere reciprocità per le esportazioni comunitarie verso quei paesi, e l'istituzione di un meccanismo di compensazione dei prezzi delle produzioni agricole, chiamato STABEX. Lo STABEX assicurava i Paesi ACP contro gli eccessivi mutamenti e la tendenziale diminuzione dei prezzi delle materie prime. La Convenzione prevedeva inoltre lo stanziamento di fondi per finanziare progetti di sviluppo nei paesi ACP. Oltre agli strumenti economici e finanziari, la Convenzione prevedeva una serie di istituzioni comuni: il Consiglio dei ministri, ovvero l'organo di governo vero e proprio; il Comitato degli ambasciatori, che coadiuvava il lavoro del Consiglio dei ministri; l'Assemblea paritetica CE-ACP, organo consultivo in cui sedevano i rappresentanti del Parlamento europeo e dei paesi ACP.
Nella stesura di questa prima Convenzione ebbe un importante ruolo Giovanni Bersani, politico cattolico italiano

### Lomé II, III, IV
La Convenzione di Lomé II affiancò allo STABEX un meccanismo analogo per i prezzi delle materie prime minerarie, il Sysmin.
Nella Convenzione di Lomé IV fu introdotto per la prima volta un riferimento al rispetto dei diritti umani fondamentali, e nella revisione del 1995 fu introdotto una clausola di condizionalità pensata per legare il mantenimento dei vantaggi commerciali ed economici al rispetto dei diritti umani, della democrazia e dello stato di diritto.

### Crisi della Convenzione e Cotonou
A fine anni novanta la Convenzione di Lomé ha attraversato un periodo di intense critiche. Fu accusata di non essere stata in grado di risolvere il problema della povertà e del sottosviluppo, e molti economisti sostenevano che gli scambi economici privilegiati fossero in realtà una trappola, perché mantenevano i paesi ACP in una condizione di dipendenza e di bisogno. I difensori della Convenzione sostenevano che il sistema aveva perlomeno evitato che la situazione dei paesi ACP peggiorasse ulteriormente. Alcuni dei protocolli agricoli allegati alla Convenzione furono inoltre dichiarati illegali dall'Organizzazione mondiale del commercio.
Nel 2000 l'Unione europea e i 69 paesi ACP firmarono la Convenzione di Cotonou, valida per venti anni.